# Баккали, Закария
Закария́ Баккали́ (фр. Zakaria Bakkali; 26 января 1996, Льеж) — бельгийский футболист, вингер марокканского клуба «Иттихад». Выступал в сборной Бельгии.

## Клубная карьера
Баккали родился в Льеже и начал свою карьеру в молодёжной академии одноименного клуба. Закария также обучался в футбольных академиях «Стандарда» и нидерландского ПСВ. 3 августа 2013 года в матче против АДО Ден Хааг он дебютировал за ПСВ в Эредивизи. 10 августа в поединке против НЕК (4:1) Баккали сделал хет-трик, став самым молодым его автором в Европе — на тот момент бельгийцу было всего 17 лет и 296 дней.
6 июля 2015 года, Баккали успешно прошёл медицинское обследование в испанской «Валенсии» и присоединился к клубу, в качестве свободного агента. Игрок подписал с клубом 5-летний контракт рассчитанный до 2020 года. 22 августа в матче против «Райо Вальекано» он дебютировал в Ла Лиге, заменив во втором тайме Пабло Пьятти. 31 октября в поединке против «Леванте» Закария забил свой первый гол за «летучих мышей».
15 июля 2017 года футбольный клуб «Депортиво» объявил об арендном соглашении с игроком сроком на один год. 20 августа в матче против мадридского «Реала» он дебютировал за новую команду. Летом 2018 года Баккали вернулся в Бельгию, подписав контракт на четыре года с «Андерлехтом». Сумма трансфера составила 1,2 млн евро. 26 августа в матче против «Брюгге» он дебютировал в Жюпиле лиге. 7 октября в поединке против «Зюлте-Варегем» Закария забил свой первый гол за «Андерлехт».
3 августа 2022 года перешёл в нидерландский «Валвейк», подписав с клубом двухлетний контракт.

## Международная карьера
В 2013 году Баккали попал в заявку молодёжной сборной Бельгии на поездку на Турнир в Тулоне. 29 мая в матче против молодёжной сборной Бразилии он дебютировал за сборную. 6 июня в поединке против Мексики Закария забил свой первый гол за молодёжную национальную команду.
15 октября в заключительном матче отборочного турнира Чемпионата мира 2014 против сборной Уэльса Закария дебютировал за сборную Бельгии. Он вышел на поле во втором тайме, заменив Кевина Миральяса.